# Senatul imperial (Austria)

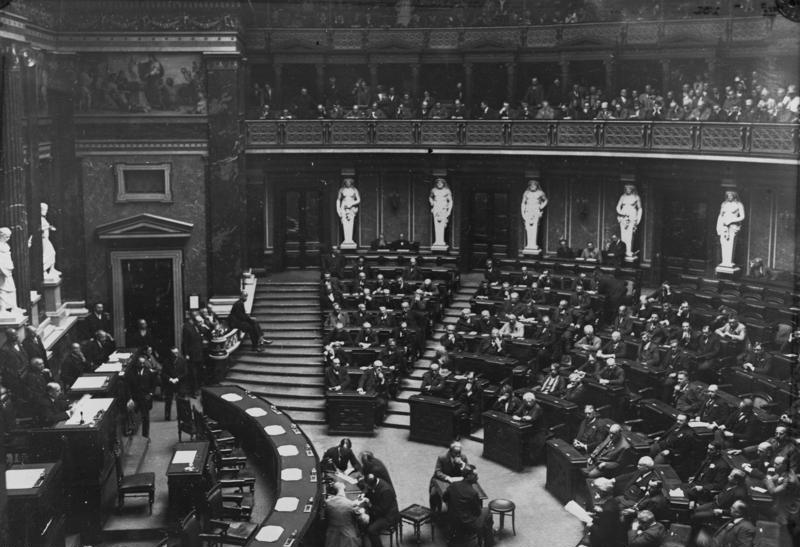
Aula Camerei Domnilor Cisleithaniei în clădirea Consiliului Imperial

Senatul imperial (în germană Herrenhaus, literal „Camera Domnilor”) a fost înființat în anul 1861, prin Patenta din Februarie. Senatul imperial a fost camera superioară a parlamentului țărilor austriece, în care se întruneau reprezentanți ai nobilimii, ai clerului și anumiți membri de marcă ai burgheziei. 
Marelui Principat al Transilvaniei i-au fost alocate 27 de locuri în Senatul imperial, aleși în anul 1863 de Dieta Transilvaniei întrunită la Sibiu.
După Compromisul austro-ungar din 1867 sfera de competență a Senatului imperial a fost redusă la teritoriile din Cisleithania, astfel încât Ducatul Bucovinei a fost reprezentat în continuare în Senat, cu cinci mandate.
Camera inferioară a parlamentului austriac a fost Camera reprezentanților (Abgeordnetenhaus).